# Ironbridge

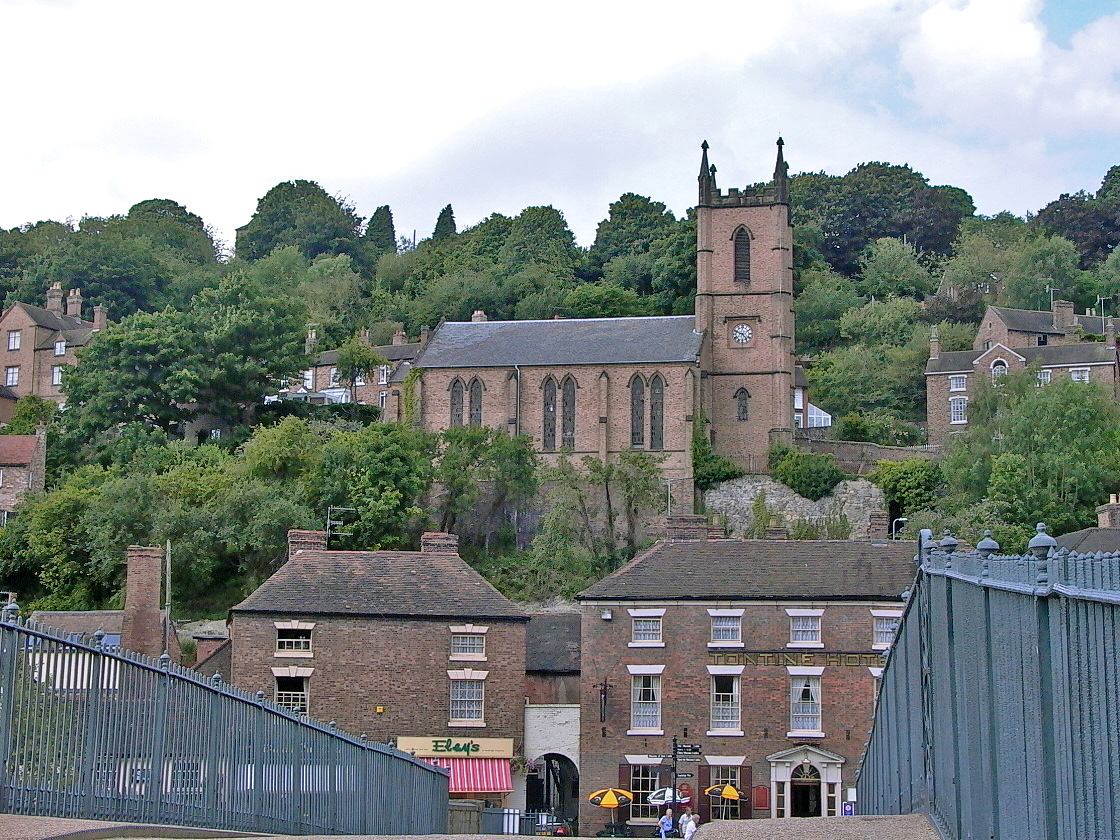
Miasteczko Ironbridge

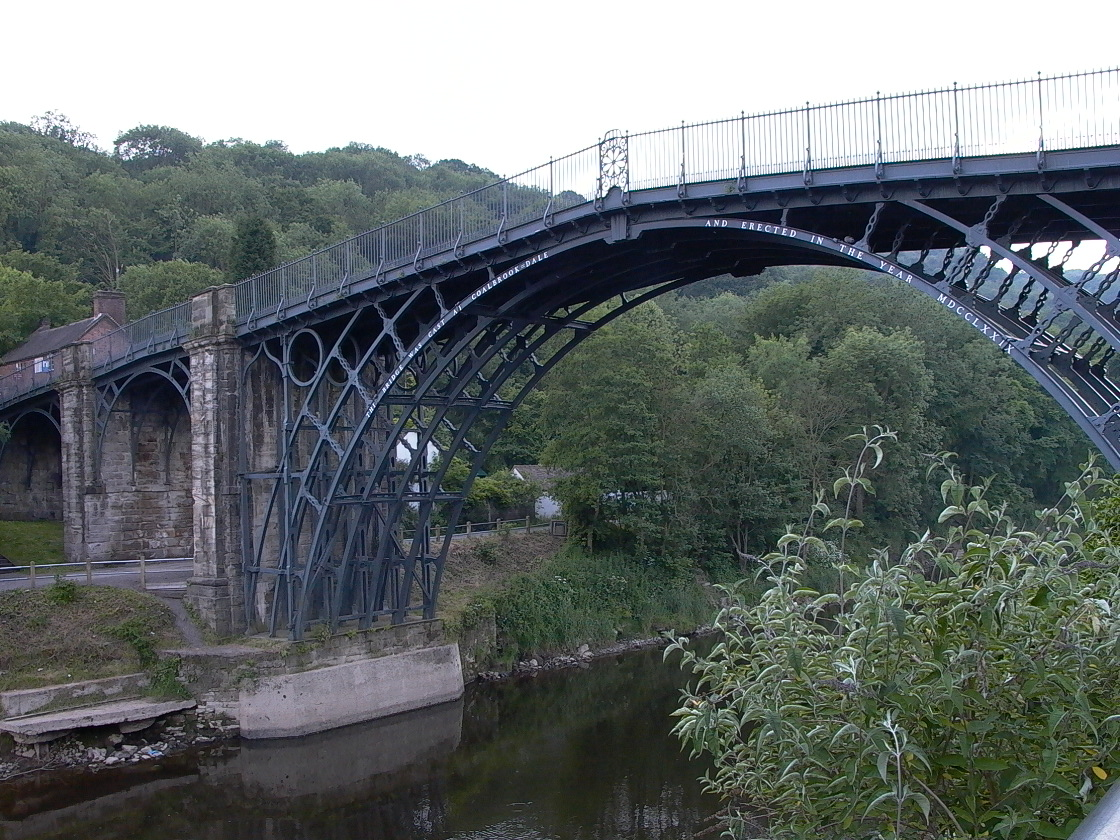
Iron Bridge – Żelazny Most

Ironbridge – miejscowość w północno-zachodniej Anglii, w hrabstwie Shropshire, w dystrykcie (unitary authority) Telford and Wrekin, nad rzeką Severn. Znajduje się w niej pierwszy w świecie most, którego przęsło zbudowane zostało całkowicie z metalu (żeliwa). Nazywany jest on po angielsku po prostu Iron Bridge – "Żelaznym Mostem". Most ten, długości 30 metrów, przerzucony jest nad korytem rzeki Severn. Ukończony w 1779. Tak miejscowość, jak i wąwóz przyjęły nazwę od mostu – Ironbridge. W 2001 miejscowość liczyła 1560 mieszkańców.
W niedalekiej miejscowości Coalbrookdale swą siedzibę i manufaktury miał kwakierski ród Darbych, którego zakłady metalurgiczne istotnie przyczyniły się do rewolucji przemysłowej w Anglii. Z rodu Darbych wywodził się Abraham Darby III – twórca mostu.
W 1986 most, wraz z miejscowością i całym wąwozem, wpisany został na listę dziedzictwa światowego UNESCO.